# Мееров, Александр Александрович
Алекса́ндр Алекса́ндрович Ме́еров (5 мая 1915 года, Харьков — 4 сентября 1975 года, Мариуполь) — украинский советский учёный и инженер-конструктор в области ракетостроения и русскоязычный писатель-фантаст.

## Биография
По образованию — инженер-химик. Сменил множество профессий, включая профессию пиротехника на киностудии. Долгие годы работал в конструкторском бюро под руководством академика В. П. Глушко. Член ГИРДа. В 1937 году был репрессирован, провёл в заключении около десяти лет, сначала в лагере, потом в «шарашке». Участвовал в создании первых спутников. Жил в Ленинграде, затем в Мариуполе. Увлекался филателией. Скоропостижно скончался от закупорки аорты.
Послужил прототипом Арнольда Павловича Снегового из повести А. и Б. Стругацких «За миллиард лет до конца света» (1976).

## Литературная деятельность
Первая публикация — научно-фантастический очерк «Автомат будущего» (1940).
Автор трех романов, написанные в жанре «твёрдой» научной фантастики. В романе «Защита 240» (1955) развивается идея об электромагнитной природе мышления. Сюжет романа «Сиреневый кристалл» (1962; 1965) строится вокруг находки на малоизученных островах загадочных «зёрен» — посланцев внеземной жизни, чья эволюция управляется инопланетным же электронным мозгом. Последний изданный при жизни автора роман — «Право вето» (1971) — сокращённый вариант восстановленного по черновикам и изданного посмертно романа «Осторожно — чужие!» (1979), в котором сталкиваются два взгляда на контакт — продолжение идеи «Великого Кольца» И. Ефремова и «изоляционистская» ксенофобия. Написал также несколько научно-фантастических рассказов: «Время, назад!» (1963), «Поиск надо продолжать» (1966), «Пятно в пространстве» (1972).
Мееров — участник первого Всесоюзного семинара писателей-фантастов и приключенцев при ЦК ВЛКСМ (1960). Принимал активное участие в работе секции писателей-фантастов при Ленинградской организации СП СССР.
Произведения Меерова переведены на английский, болгарский, венгерский, грузинский, китайский, корейский, монгольский, немецкий, польский, румынский, сербско-хорватский, словацкий, французский, чешский, японский языки.

### Книги
- «Защита 240» — Харьков: Обл. изд-во, 1955.
- Осторожно, чужие! — Донецк: «Донбасс», 1979 (= Право вето)
- Сиреневый кристалл (Записки Алексея Курбатова) — М.: Мысль, 1965.

### Публикации
- Летающие кочевники // Костер, 1968. № 9. С. 46-49. (Глава повести-буриме)
- Право вето // Тайна всех тайн. — Л.: Лениздат, 1971. С. 464—694. (= Осторожно, чужие!)
- Пятно в пространстве // УС, 1972. № 10. С. 59-63.
- Родбариды // На суше и на море, 1962. — М.: Географгиз, 1962. С. 473—499. (= Сиреневый кристалл)
- Сиреневый кристалл // ХЖ, 1965. № 4. С. 78-87. (Отрывок)